# Lab'aia
Labʾāya (Labaya, Labayu oder Lib’ayu) ist ein in den Amarna-Briefen genannter Herrscher von Sichem in der Spätbronzeit. Er lebte teilweise gleichzeitig mit Pharao Echnaton. Er schrieb selbst einige Briefe an den Pharao (EA 252–254). Die Amarna-Tafeln sind bisher die einzigen Belege für diesen Herrscher in Kanaan.
Nach den ägyptischen Quellen versuchte Labʾāya mehrfach, in die Tiefebene vorzustoßen und sein Herrschaftsgebiet in alle Richtungen auszuweiten. So bedrohte er Gezer und Jerusalem und versuchte auch, seine Herrschaft in die Jesreel-Ebene auszudehnen und sich die umliegenden Stadtstaaten wie Megiddo, Gaza und Akko einzuverleiben.
Kanaanäische Vasallen Ägyptens sollen ihn unter Führung der Männer in Gila verhaften dem Pharao zuführen.
Jedoch starb er im Kampf. Seine Söhne um Mutbaal bekämpften die Nachbarstämme weiterhin.
Die Texte beweisen, dass das nördliche Bergland Ephraim in der Spätbronzezeit ein beträchtliches militärisches und wirtschaftliches Potential hatte.
Einige Autoren sehen in Labʾāya den biblischen Abimelech ben Gideon.
Der britische Ägyptologe David Rohl sieht in ihm Saul als Teil seiner Neuen Chronologie, die bislang umstritten ist.
Er hält Mutbaals Amarnabrief EA 256 von Sauls Sohn Ishbaal geschrieben. Beide Namen bedeuten „Mann Baals“.
Mutbaal erklärt dem Pharao die unterlassene Verhaftung eines Ayab, in dem Rohl Davids Heerführer Joab sieht.
Mutbaal beteuert: „Ich schwöre, dass Ayab (Joab) nicht in Pihilu (Pella) ist. Vielmehr ist er seit zwei Monaten auf einem Feldzug. Fragt nur Benenima (Baana). Fragt nur Dadua (David). Fragt nur Yishaya (Isai).“